# 이누이트 미술

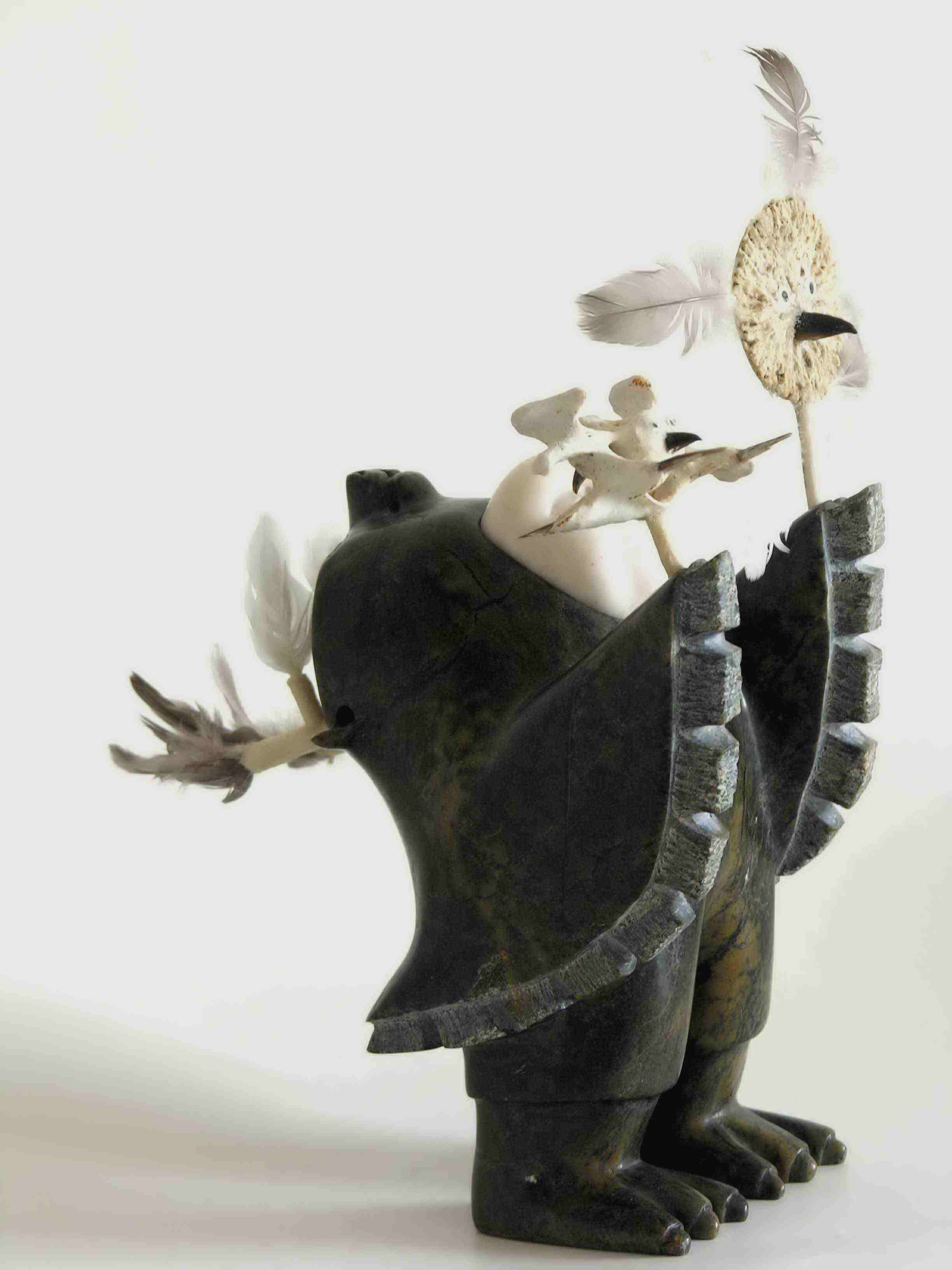
Angakkuq

이누이트 미술 또는 에스키모 미술은 이누이트족이 생산하는 미술이다.
그린란드, 캐나다, 알래스카, 시베리아에 걸쳐 에스키모가 거주하는 범위는 영구 동토지대(凍土地帶)로서 큰 수목은 거의 없는 곳이다. 유목(流木)을 이용하여 목제도구를 만들었을 뿐이고 그 외에 미술품의 소재가 되는 것은 동물의 이·뿔·뼈 등이다. 이러한 이유로 그들의 미술품은 고고학적 발굴에 의하여 발견되어 에스키모 문화사 복원에 도움이 되고 있다.
발굴품의 대부분은 실용적인 목적의 도구이지만 그 가운데에는 뛰어난 조각이 되어 있는 것도 많이 있다. 또한 그 중에는 한 개의 재료에 교묘하게 조각하여 쇠사슬 모양으로 이어진 조각도 있다.
현대 에스키모 미술에서 특기할 만한 것은 가면이다. 그 가면에는 두 종류가 있는데 하나는 장사를 지낼 때에 관 위에 놓는 목제의 것으로서 사자의 풍모를 사실적으로 표현한 것이고, 다른 하나는 제의(祭儀)에 사용하는 목제 또는 골제(骨製)의 가면인데 에스키모가 수렵이나 어로(漁撈)의 대상으로 삼는 동물의 소유주인 이누아를 본뜬 환상적인 것이다. 제의에 쓰이는 가면은 얼굴이 달걀 모양이고 그 둘레에 깃이나 가느다란 짐승뼈와 목조로 장식하고 있다. 계절적인 축제 때에는 이누아가 가면의 모습으로 나타나게 된다.

## 같이 보기
- 온타리오 미술관